# Нуралао
Нурала̀о (на италиански: Nurallao; на сардински: Nuràdda, Нурада) е село и община в Южна Италия, провинция Южна Сардиния, автономен регион и остров Сардиния. Разположено е на 403 m надморска височина. Населението на общината е 1356 души (към 2010 г.).
 До 2005 г. общината е част от провинция Нуоро.